# 旺斯河
旺斯河（法語：Vence，法語發音：[vɑ̃s]）是法国大東部大區阿登省的河流，是默兹河的左支流，长32.6千米，发源自多姆里，于沙勒维尔-梅济耶尔流入默兹河。